# 大久喜站
40°29′42.576″N 141°37′23.052″E / 40.49516000°N 141.62307000°E
大久喜站（日语：／ Ōkuki eki */?）是東日本旅客鐵道（JR東日本）八戶線沿線的鐵路車站，位於青森縣八戶市大字鮫町字大久喜。

## 車站結構
側式月台1面1線的地面車站。八戶站管理的無人站。

## 附近環境
- 種差海岸
- 南濱中学校

## 历史
- 1956年（昭和31年）12月10日－本站開業。
- 1987年（昭和62年）4月1日－國鐵分割民營化，本站由JR東日本接手管理。

## 相鄰車站
東日本旅客鐵道
■八戶線
種差海岸－大久喜－金濱

## 外部連結
- JR東日本－大久喜站 （页面存档备份，存于）（日語）